# Andinobates
Genre
Andinobates est un genre d'amphibiens de la famille des Dendrobatidae.

## Systématique
Le genre Andinobates a été créé en 2011 par Evan Twomey (d), Jason L. Brown (d), Adolfo Amézquita (d) et Mejía-Vargas (d).

## Répartition
Les espèces de ce genre se rencontrent au Panamá, en Colombie et en Équateur.

## Liste des espèces
Selon Amphibian Species of the World (11 juin 2017) :
- Andinobates abditus (Myers & Daly, 1976)
- Andinobates altobueyensis (Silverstone, 1975)
- Andinobates bombetes (Myers & Daly, 1980)
- Andinobates cassidyhornae Amézquita, Márquez, Mejía-Vargas, Kahn, Suárez, & Mazariegos, 2013
- Andinobates claudiae (Jungfer, Lötters, & Jörgens, 2000)
- Andinobates daleswansoni (Rueda-Almonacid, Rada, Sánchez-Pacheco, Velásquez-Álvarez, & Quevedo-Gil, 2006)
- Andinobates dorisswansonae (Rueda-Almonacid, Rada, Sánchez-Pacheco, Velásquez-Álvarez, & Quevedo-Gil, 2006)
- Andinobates fulguritus (Silverstone, 1975)
- Andinobates geminisae Batista, Jaramillo, Ponce, & Crawford, 2014
- Andinobates minutus (Shreve, 1935)
- Andinobates opisthomelas (Boulenger, 1899)
- Andinobates tolimensis (Bernal-Bautista, Luna-Mora, Gallego, & Quevedo-Gil, 2007)
- Andinobates viridis (Myers & Daly, 1976)
- Andinobates virolinensis (Ruiz-Carranza & Ramírez-Pinilla, 1992)

## Étymologie
Le nom de ce genre est formé à partir de andino, en référence aux Andes, et de bates, le marcheur, en référence à la distribution de ces espèces.

## Publication originale
- (en) Jason L. Brown, Evan Twomey, Adolfo Amézquita, Moisés Barbosa de Souza, Janalee P. Caldwell, Stefan Lötters, Rudolf von May, Paulo Roberto Melo Sampaio, Daniel Mejía Vargas, Pedro Perez-Peña, Mark Pepper, Erik H. Poelman, Manuel Sanchez Rodriguez et Kyle Summers, « A taxonomic revision of the Neotropical poison frog genus Ranitomeya (Amphibia: Dendrobatidae) », Zootaxa, Magnolia Press (d), vol. 3083, no 1,‎ 28 octobre 2011, p. 1 (ISSN 1175-5334 et 1175-5326, OCLC 49030618, DOI 10.11646/ZOOTAXA.3083.1.1, lire en ligne).